# Dopamin
《Dopamin》은 독일 하드록 밴드 뵈제 옹켈츠의 정규16 집이다. 2002년 4월 15일에 밴드가 직접 설립한 레이블 Rule23에서 발매했다. 타이틀인 Dopamin은 성교, 식사, 마약복용시에 분비되는 신경전달물질이다.
녹음작업의 대부분은 스페인의 이비자섬에서 이루어졌고 런던의 Abbey Road Studios에서 믹싱작업이 이루어졌다. 전 세계적으로 15만장의 판매고를 기록하기도 했다.

## 수록곡
| #  | 곡목                             | 러닝타임 |
| -- | -------------------------------- | -------- |
| 1  | Die Firma                        | 4:18     |
| 2  | Narben                           | 4:21     |
| 3  | Macht für den der sie nicht will | 4:32     |
| 4  | Mutier mit mir                   | 4:09     |
| 5  | Keine Amnestie für MTV           | 3:05     |
| 6  | Wie kann das sein                | 3:16     |
| 7  | Nr.1                             | 3:53     |
| 8  | Stand der Dinge                  | 5:13     |
| 9  | Ich weiß wo du wohnst            | 2:31     |
| 10 | Keine Zeit                       | 3:15     |
| 11 | Jetzt oder nie                   | 4:01     |
| 12 | Nur wenn ich besoffen bin        | 3:53     |

## 수록곡에 대한 설명
Macht für den der sie nicht will
이 곡은 사회에서 종종 발생하는 권력자의 권력남용 문제를 다루고 있다. 입장에서 지키지도 못할 선거공약을 내세우는 정치가의 입장에서 실제로 권력을 얻길 원하는 사람들이 원하지 않는다고 아이러니하게 표현했다.
Keine Amnestie für MTV
이 곡은 밴드와 MTV와의 갈등을 다루고 있다. '전쟁'은 밴드가 시작한 것이 아니고, 방어하는 것이라고 노래한다. 또한 MTV의 태도를 공개적으로 비판하고 있다. 
Wie kann das sein
이 곡은 제3세계에서 일어나는 아동성폭행 및 아동매춘을 다루고 있다.
Keine Zeit
이 곡은 인간이 불필요한 일 때문에 허비하는 시간을 다루고 있다. 
Nur wenn ich besoffen bin
이 곡은 술의 힘을 빌려서 말을 걸고 싶은 누군가에 대한 그리움을 담고 있다.

## 상업적성공 및 싱글커트곡
Dopamin은 2002년 18주차에 독일 앨범차트의 1위에 올라갔고, 2위로 떨어지기 전까지 몇 주간 1위를 지켰다.
이 앨범은 총 23주간 Top 100차트에 올라있었다.
Keine Amnestie für MTV가 싱글커트되었고, 앨범수록곡 Narben과 본 앨범에는 수록되어 있지 않은 'Coz I luv you und Je t’aime … (moi non plus)'를 담고 있다. 
싱글앨범은 독일 싱글차트 2위에 올랐고, Top 100에 11주간 머물렀다.